# Laimer-Band
Laimer-Band (Synonym: Laimersche Membran) ist ein Trivialname für das Ligamentum phrenicooesophageale, benannt nach dem österreichischen Anatom Eduard Laimer. Es verbindet die Speiseröhre verschieblich mit dem Zwerchfell unter Überbrückung des Speiseröhrenschlitzes (Hiatus oesophageus). Das Band setzt sich aus Fasern der Fascia phrenicopleuralis und der Fascia diaphragmatica inferior zusammen.
Es spielt bei der Entwicklung des Zwerchfellbruchs eine bedeutende Rolle.

## Quelle
- Gerhard Aumüller: Anatomie. In: Duale Reihe. Thieme, Stuttgart 2006, ISBN 3-13-136041-0.
- Frick et al.: Spezielle Anatomie II. 3. Auflage. Thieme, Stuttgart 1987, ISBN 3-13-356903-1.